# Marvin Bower

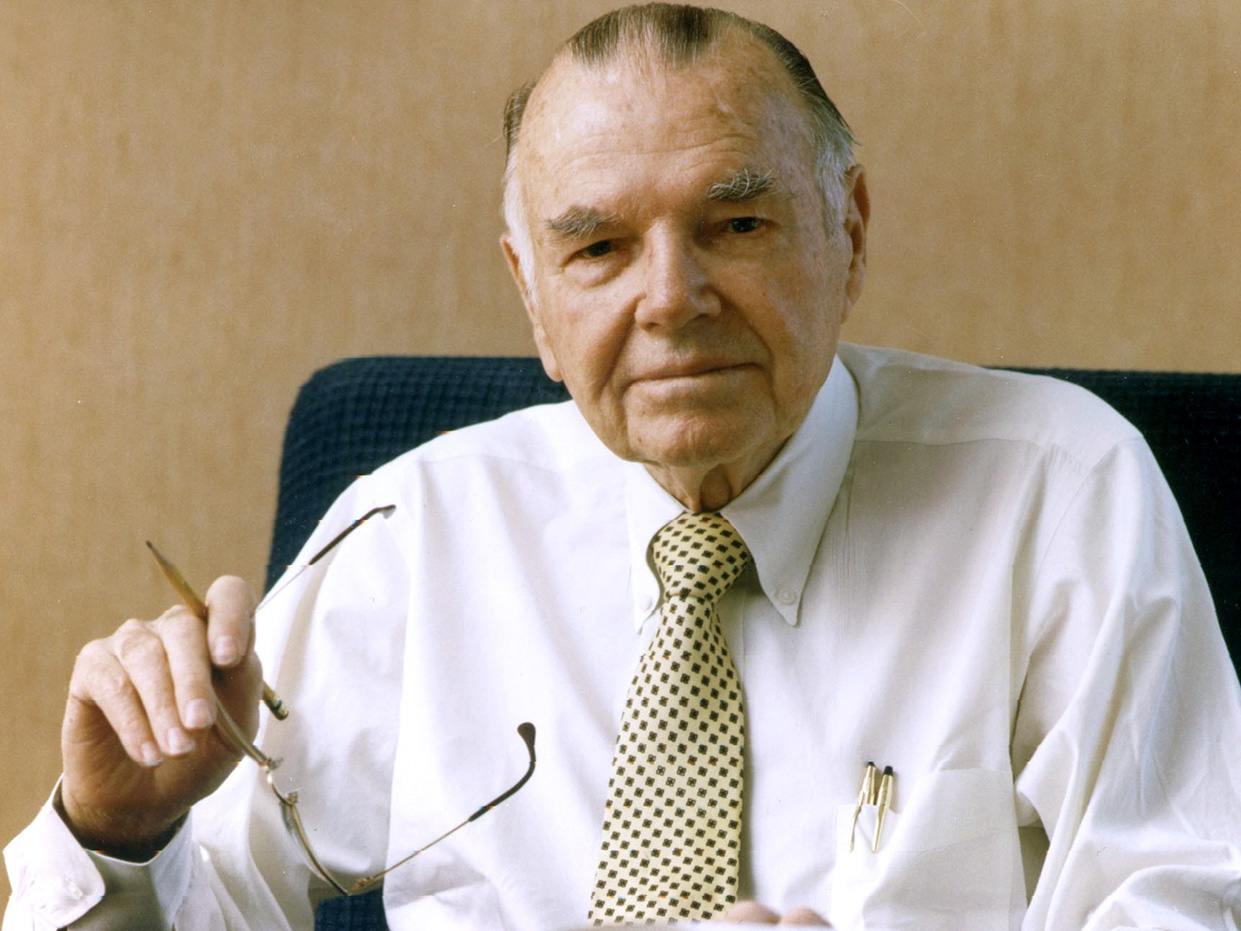
Marvin Bower

Marvin Bower (* 1. August 1903; † 22. Januar 2003) kam 1933 zur Unternehmensberatung McKinsey und war dort von 1950 bis 1967 Managing Director. 
Der Wirtschaftsanwalt (Studium an der Boston University und der Harvard Law School) übernahm bald schon eine Führungsrolle im New Yorker Büro. Nach dem Tod von James Oscar McKinsey entwickelte er ein angeblich noch bis heute gültiges Unternehmensleitbild.
Seine Management-Ideen hat er in dem Buch „The will to Manage. Die Kunst zu führen“ gebündelt.

## Werke
- Elizabeth Haas Edersheim: McKinsey's Marvin Bower. Vision, Leadership, and the Creation of Management Consulting Wiley, 2004, ISBN 9780471652854.
- Marvin Bower: The Will to Lead: Running a Business with a Network of Leaders. Harvard Business School Press, 1997, ISBN 978-0875847580.
- Marvin Bower: The Will to Manage: Corporate Success Through Programmed Management. McGraw-Hill, 1966, ISBN 978-0070067356.

| Personendaten    | Personendaten                                            |
| ---------------- | -------------------------------------------------------- |
| NAME             | Bower, Marvin                                            |
| KURZBESCHREIBUNG | US-amerikanischer Unternehmensberater, Managing Director |
| GEBURTSDATUM     | 1. August 1903                                           |
| STERBEDATUM      | 22. Januar 2003                                          |